# Lokša

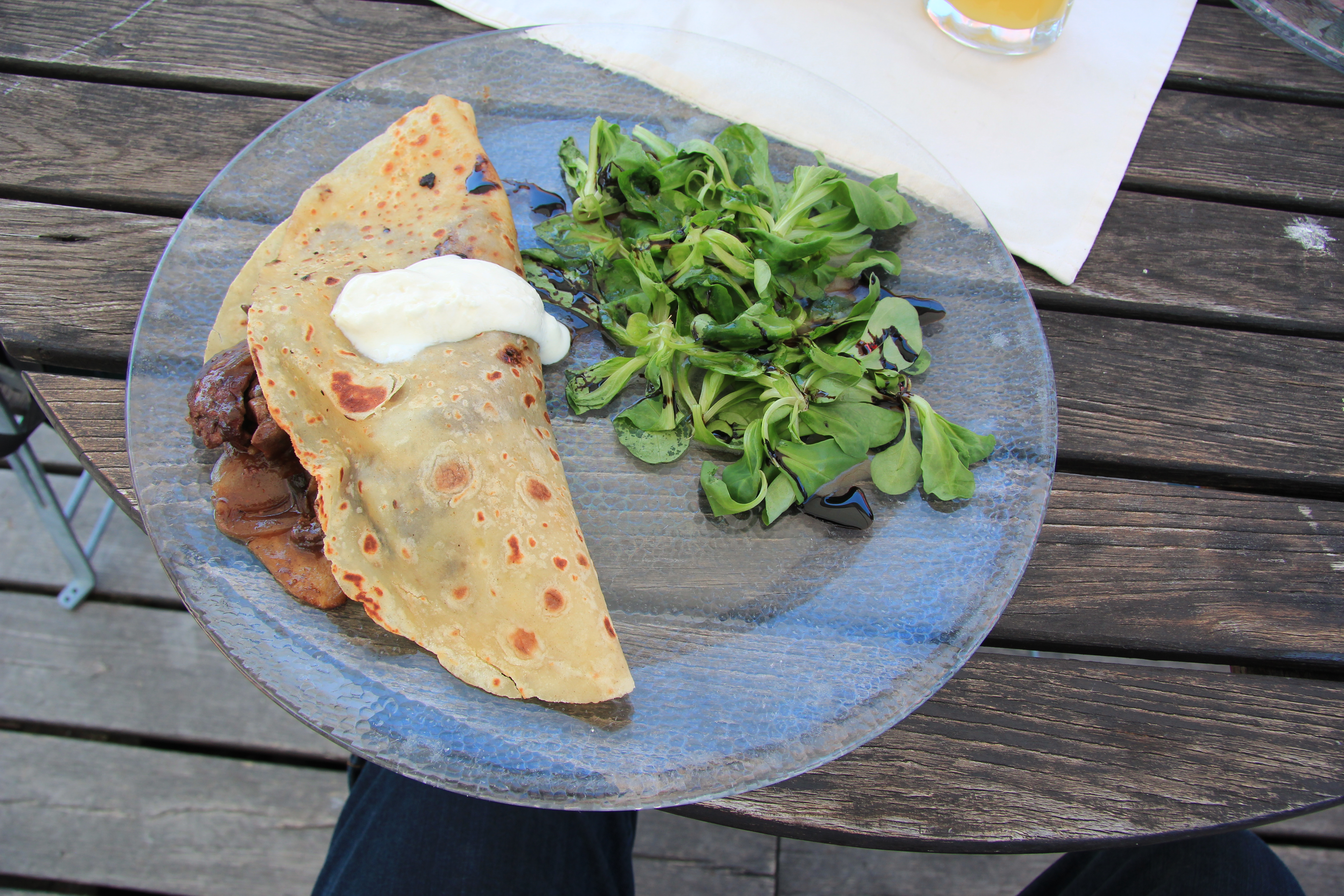
La lokša con fegatini di pollo e valerianella

La lokša /ˈlɔkʂa/, in Slovacchia, o la lokše /ˈlokʃɛ/, nella Repubblica Ceca, (al plurale di entrambe le lingue le lokše, in inglese anche loksha o lokshe) è un tipo di frittella di patate simile al pane basso, popolare nella cucina slovacca e della regione della Moravia meridionale della Repubblica Ceca. Nella Moravia meridionale, il termine lokše indica anche le špecle lunghe aggiunti alla zuppa.

## Nome
Le lokše sono anche conosciuti a livello regionale come lata, presňák, šumpál o patenta nella Repubblica Ceca e lokeš o lokoš in Slovacchia.

## Preparazione
Le lokše sono preparati da patate bollite e non sbucciate che vengono successivamente sbucciate, grattugiate e mescolate con farina e sale. L'impasto viene preparato e steso in sottili frittelle, che vengono cotte asciutte su una piastra calda. In Slovacchia, la variante salata è più popolare, dove le frittelle finite vengono spalmate con lardo (preferibilmente oca), e condite con la zuppa, o riempite con crauti o carne macinata. I riccioli d'oca sono famosi soprattutto per Slovenský Grob. I Moravi preparano tradizionalmente delle lokše dolci che vengono spalmati di marmellata, arrotolati come frittelle e cosparsi di semi di papavero e zucchero, a volte anche versati sul burro fuso.